# Ilha Bruce
A ilha Bruce (em russo:  Остров Брюса; Ostrov Brjusa) é uma ilha do arquipélago da Terra de Francisco José, no Oceano Ártico, pertencente à Rússia (no Óblast de Arkhangelsk). A sua área é de 191 quilómetros quadrados. O ponto mais alto está a 301 m de altitude. 
Exceto numa área muito pequena na costa ocidental, a ilha está completamente coberta de glaciares. Mys Pinegina é um cabo na parte oriental. A ilha fica na parte sudoeste do arquipélago.
Esta ilha deve o seu nome a uma homenagem a Henry Bruce, que sucedeu ao conde de Northbrook como presidente da Royal Geographical Society.